# Gaita galega
A gaita galega (ou gaita de foles galega, gaita de fole ou simplesmente gaita) é um dos modelos mais conhecidos de gaita de foles. Originária de Portugal e da Galiza, a gaita galega tem experimentado uma crescente popularidade principalmente a partir dos anos 1970. Até então, como diversas outras facetas da cultura galega, esse instrumento sofreu de certa proscrição durante o governo de Francisco Franco. Contudo, para além duma maior liberdade de expressão conquistada pelo povo galego desde fins do regime franquista, um dos principais fatores da expansão da gaita galega foi a proliferação de artistas e grupos de música folclórica, a evidenciar a cultura galega.

Tradicionalmente a gaita galega se situa na Galiza e no litoral de Portugal, especialmente entre o Minho e a estremadura. Contudo ela é hoje tocada pelo mundo inteiro.

## Morfologia

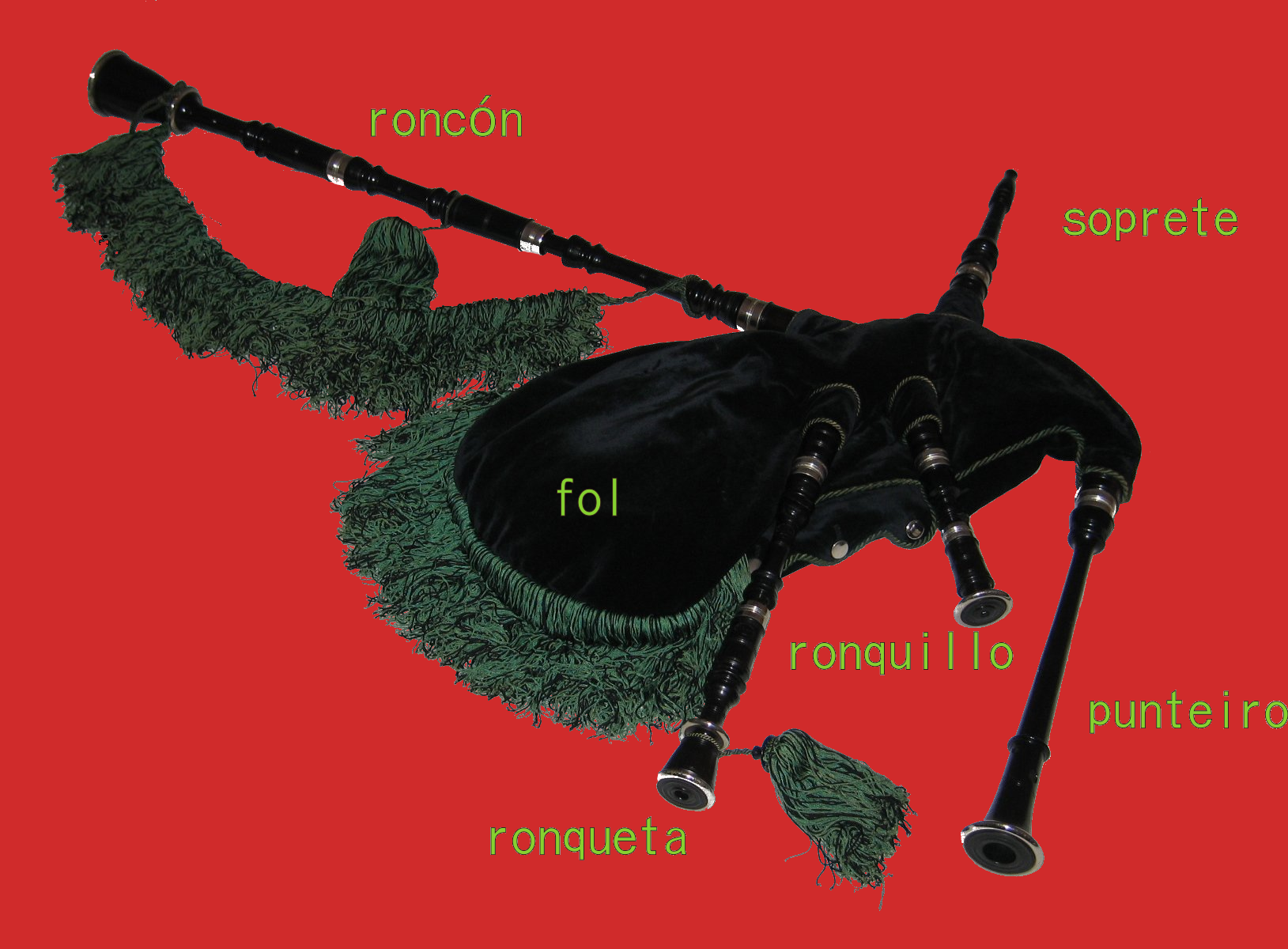
Gaita galega com as suas partes.

A gaita galega tradicionalmente apresentava apenas três tubos melódicos: o ponteiro, o bordão (ou roncão) e o assoprador (ou soprete). No litoral português ela assim se preservou entre os populares.
Contudo, a partir de meados do século XX ela passa a sofrer transformações, que se antes já apresentava algumas dessas características, passaram a ser muito mais comuns: o ronquete (bordão tenor) e o ronquilho ou chilão (bordão alto, o menor de todos). Também, as afinações tradicionais em si e em ré foram aos poucos sendo preteridas em relação à afinação em dó. As gaitas galegas tocadas tradicionalmente pelo Minho preservaram-se em geral nos moldes mais antigos.
Seu ponteiro possui afinação cônica, sendo meio-tom a diferença entre a nota fundamental e a tonal; utiliza palheta de cana dupla. O bordão baixo por sua vez utiliza palhão (palheta simples), afinado duas oitavas abaixo da tonal do ponteiro. O bordão tenor (ronquete) e o chilão também utilizam palhões, afinados uma oitava e uma quinta em relação ao ponteiro, respectivamente. Os bordões vêm apresentando ao longo das décadas um desenho cada vez menor, de copa mais fechada—provavelmente a seguir uma afinação em dó cada vez mais brilhante.
Outros dispositivos vêm sendo desenvolvidos, principalmente aos finais dos anos 1990, tomando muito como base a gaita das Highlands como exemplo. Fole de gore-tex, palhões sintéticos, válvulas mais incrementadas, estabilizadores de bordões e controladores de umidade interna da bolsa.
A gaita galega costuma ser construída com madeira de buxo, pau santo, cocobolo e jacarandá-africano. Seus anéis são tradicionalmente de chifre ou madeira, mas modelos em metal ou marfim (e sua imitação) são cada vez mais frequentes. Suas vestes e franjas geralmente combinam o preto e o vermelho, mas uma gama de cores é comum também.

## Bandas

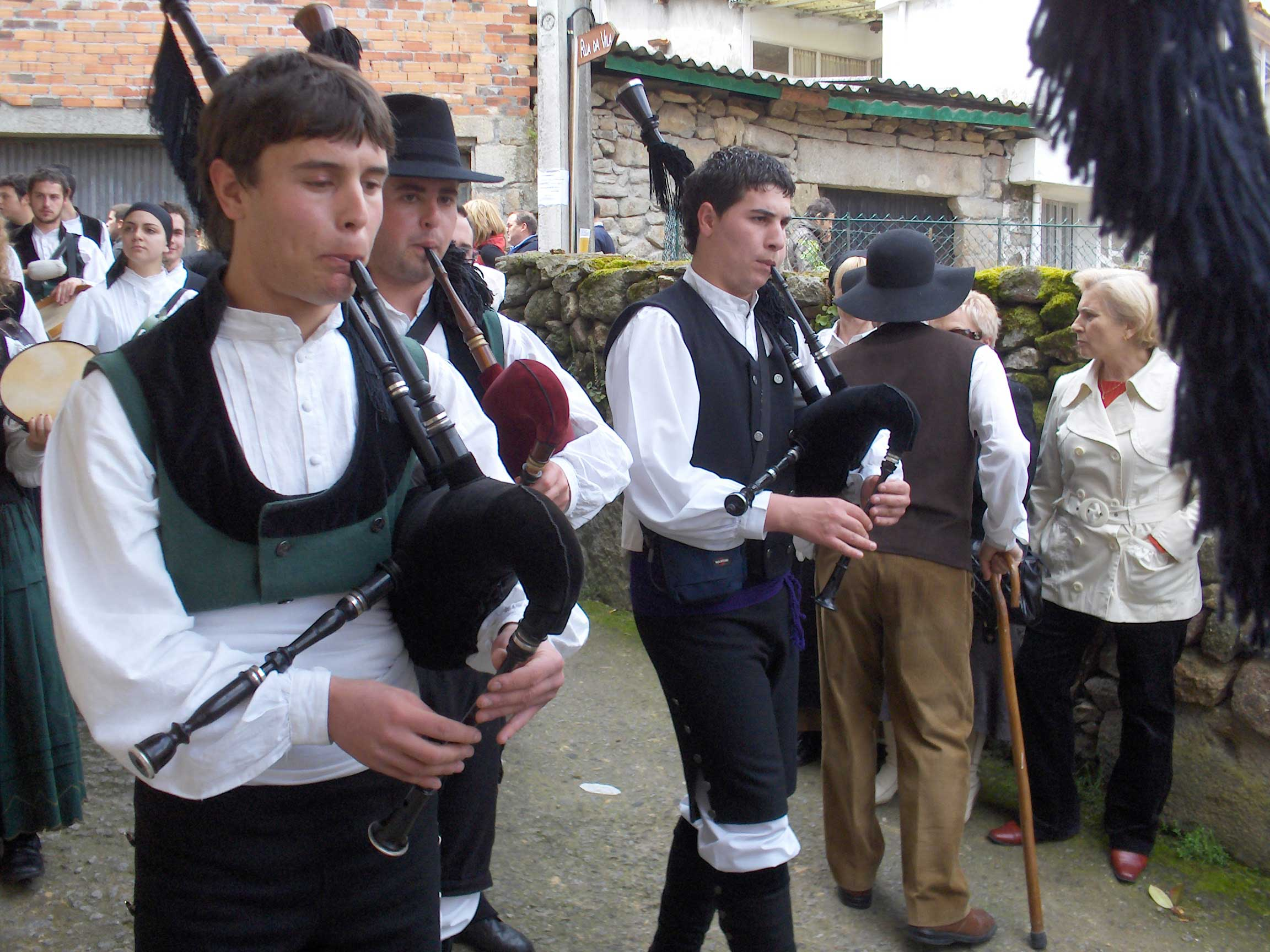
Três gaiteiros numa romaria.

Tradicionalmente o gaiteiro tocava num grupo composto por si e pelos elementos da percussão, o caixa e o bumbo. Mais recentemente uma influência escocesa é detectada nos novos grupos de gaita galega, a constituir um corpo de gaiteiros seguidos por uma percussão mais numerosa. Diferentemente das pipe bands escocesas, contudo, esses conjuntos são acompanhados por tocadores de pandeiretas e vieiras, além de se apresentarem dançarinos tradicionais.
Também há gaiteiros que trabalham com vários outros instrumentos musicais, como a harpa, tin whistle, low whistle, castanholas, violões, percussão ampla e variada, vocais, bodhrán e até outros tipo de gaita, como a uilleann pipe, gaita de foles irlandesa. Um ótimo exemplo desse novo estilo de música é o gaiteiro espanhol Carlos Núñez, que toca com seu irmão Xurxo Núñez.